# Ɉ
Cette page contient des caractères spéciaux ou non latins. S’ils s’affichent mal (▯, ?, etc.), consultez la page d’aide Unicode.
Ɉ (minuscule : ɉ), ou J barré, est un graphème de l’alphabet latin utilisé en arhuaco en Colombie et en kpèllé et onyan en Guinée. Il s'agit de la lettre J diacritée d’une barre inscrite. Elle n’est pas à confondre avec la lettre cyrillique yé barré ‹ Ɉ, ɉ ›.

## Utilisation
La lettre j barré est utilisée dans l’alphabet touvain latin de 1930 mais n’est plus utilisée dans l’orthographe de 1933.
Dans certaines transcriptions utilisant un alphabet phonétique international non standard, la consonne spirante post-palatale voisée, c’est-à-dire la semi-voyelle correspondant à la voyelle fermée centrale non arrondie [ɨ], est transcrite à l’aide du j barré [ɉ].
En kpèllé de Guinée, le ɉ est utilisé dans la traduction de la Bible de l’Alliance Biblique en Guinée ou encore dans le traduction produite par les Témoins de Jéhovah.

## Représentations informatiques
Le J barré peut être représenté avec les caractères Unicode suivants (latin étendu B) :
| formes    | représentations | chaînes de caractères | points de code | descriptions                    |
| --------- | --------------- | --------------------- | -------------- | ------------------------------- |
| capitale  | Ɉ               | Ɉ                     | U+0248         | lettre majuscule latine j barré |
| minuscule | ɉ               | ɉ                     | U+0249         | lettre minuscule latine j barré |